# کام‌کلا
کام‌کلا ، روستایی از توابع بخش بندپی غربی شهرستان بابل در استان مازندران ایران است.

## جمعیت
این روستا در خوش‌رود قرار داشته و براساس آخرین سرشماری مرکز آمار ایران که در سال ۱۳۸۵ صورت گرفته، جمعیت آن ۵۷۳نفر (۱۴۴خانوار) بوده‌است.